# Sidney Wagner
Sidney Chapman Wagner (* 13. Januar 1900 in Los Angeles; † 7. Juli 1947 in Orange County, Kalifornien) war ein US-amerikanischer Kameramann.

## Leben
Sidney Wagner war bereits in den 1920er Jahren als Kameramann in Hollywood tätig, wo er zunächst bei der Fox Film Corporation unter Vertrag stand. 1934 wechselte er zu MGM, wo er erstmals auch bei größeren Filmproduktionen, wie Teufelskerle (1938) und Der junge Edison (1940), zum Einsatz kam. 1941 erhielt er zusammen mit William V. Skall seine erste Oscar-Nominierung in der Kategorie Beste Kamera für Nordwest-Passage. 1945 wurde er für den Film Drachensaat erneut für den Oscar nominiert. Auch Tay Garnetts Film-noir-Klassiker Im Netz der Leidenschaften (1946) zählt zu seinen Arbeiten als Kameramann.
Sein letzter Film, an dem er beteiligt war, sollte der MGM-Film The Bride Goes Wild werden. Noch ehe die Dreharbeiten des Films beendet werden konnten, starb Wagner im Alter von 47 Jahren an einem Schlaganfall. Sein Grab befindet sich im Forest Lawn Memorial Park in Glendale.

## Filmografie (Auswahl)
- 1928: News Parade
- 1928: Prep and Pep
- 1928: Emil und Schlehmil unter Menschenfressern (Why Sailors Go Wrong)
- 1929: Masked Emotions
- 1929: Chasing Through Europe
- 1930: El último de los Vargas
- 1934: Hide-Out
- 1938: Teufelskerle (Boys Town)
- 1938: A Christmas Carol
- 1939: Rivalen (Let Freedom Ring)
- 1940: Der junge Edison (Young Tom Edison)
- 1940: Nordwest-Passage (Northwest Passage)
- 1941: Allein unter Gangstern (The Get-Away)
- 1941: Papa braucht eine Frau (Kathleen)
- 1942: Tortilla Flat
- 1942: Tarzans Abenteuer in New York (Tarzan’s New York Adventure)
- 1943: Ein Häuschen im Himmel (Cabin in the Sky)
- 1943: Bataan (Bataan)
- 1944: Drachensaat (Dragon Seed)
- 1945: Broadway Melodie 1950 (Ziegfeld Follies)
- 1945: The Sailor Takes a Wife
- 1946: Im Netz der Leidenschaften (The Postman Always Rings Twice)
- 1947: Mexikanische Nächte (Fiesta)

## Auszeichnungen
- 1941: Oscar-Nominierung in der Kategorie Beste Kamera für Die Nordwest Passage zusammen mit William V. Skall
- 1945: Oscar-Nominierung in der Kategorie Beste Kamera für Dragon Seed